# Municipio de Agua Prieta
El Municipio de Agua Prieta es uno de los 72 municipios del estado mexicano de Sonora. Ubicado en la frontera con Estados Unidos y colindando con el vecino estado de Chihuahua. Su cabecera municipal y localidad más poblada es la ciudad de Heroica Agua Prieta, otras localidades importantes son: Colonia Morelos, El Rusbayo y Cabullona. Fue nombrado como municipio independiente el 28 de agosto de 1916 y según el Censo de Población y Vivienda 2020 realizado por el Instituto Nacional de Estadística y Geografía (INEGI), el municipio tiene una población total de 91 929 habitantes, colocándose como el séptimo con mayor población del estado. Como a la mayoría de los municipios de Sonora, el nombre se le dio por su cabecera. Su producto interno bruto per cápita es de USD 11,255, y su índice de desarrollo humano (IDH) es de 0.8605.

## Historia como municipio
Los primeros pobladores en la zona del municipio datan del año de 1898 en el siglo XIX, asentados a tan solo 30 kilómetros de la frontera con Estados Unidos, donde en ese entonces recibía el nombre de Bachicuy (que en ópata significa aguas negras) debido a un pequeño estanque de agua en ese lugar que era de color oscuro. Tiempo después el poblado se convirtió en Comisaría del municipio de Fronteras.
Los primeros pobladores en el lugar, fueron personas que comenzaban a trabajar en la compañía minera Phelps and Dodge Copper Co., que tenía su fundidora en Douglas, Condado de Cochise, Arizona, condado con la que actualmente hace frontera. Al comenzar a ser construida una vía del ferrocarril para transportar fácilmente el mineral extraído en Nacozari de García que fundían de Douglas, comenzó a llegar gente de varias poblaciones vecinas tales como Fronteras, Esqueda, Bacerac, Bavispe y otras. Comenzó así a hacerse aparente cierto movimiento debido a la importancia que iba adquiriendo la fronteriza ciudad de Douglas.
El 28 de agosto de 1903 se concretó la donación del fondo legal mediante un convenio del Gobierno del Estado y Don Pedro Camou, propietario de los terrenos de esta zona. Trece años después, en 1916, dejó de ser Comisaría dependiente del municipio de Fronteras para convertirse en municipio independiente siendo su primer presidente municipal el señor Rodolfo L. Márquez.

## Geografía
El municipio está ubicado en el noreste del estado de Sonora, se localiza en el paralelo 31°17' de latitud norte y a los 109°33' de longitud al oeste del meridiano de Greenwich, a una altura máxima de 1,500 metros sobre el nivel del mar y una mínima de 800. Colinda al norte con el condado de Cochise, Arizona, E.U.A. y el Condado de Hidalgo, Nuevo México, al este con el municipio de Janos, Chihuahua, al sureste con los municipios de Sonora de Bavispe, al sur con el de Nacozari de García, al oeste con el de Naco y al sureste con el de Fronteras.

### Límites municipales
Tiene límites administrativos con los siguientes municipios y condados estadounidenses según su ubicación:
| Noroeste: Condado de Cochise, Arizona, E.U.A. | Norte: Condado de Cochise, Arizona, E.U.A. | Nordeste: Condado de Hidalgo, Nuevo México, E.U.A. |
| Oeste: Naco                                   |                                            | Este: Janos, Chihuahua                             |
| Suroeste: Fronteras                           | Sur: Fronteras y Nacozari de García        | Sureste: Bavispe                                   |

La extensión territorial es de 3943.07 kilómetros cuadrados, que representa el 1.95% del total estatal y el 0.18% del nacional, lo que lo pone el puesto número 12 de su propio estado, en cuanto a territorio.

### Clima
El clima predominante en el municipio es de tipo templado, la temperatura media mensual máxima es de 27.3 °C en los meses de junio y julio y la media mensual mínima es de 7.4 °C en los meses de diciembre y enero; la temperatura media anual es de 17 °C; las lluvias se presentan los meses de julio, agosto y septiembre con una precipitación media anual de 334.6 milímetros; hay deshielos del norte en los meses de diciembre y febrero.

### Orografía
Su territorio es generalmente montañoso, situado entre las estribaciones de la Sierra Madre Occidental y el sistema orográfico que se desprende de ésta en dirección oeste, cuyo eje denominante, se encuentra en la línea divisoria internacional; sus serranías más notables son las de Agua Prieta, La Ceniza, Los Embudos, Las Minitas, Pan Duro, La Cabellera, Las Espuelas.
Otras sierras son:
- Sierra Anibacachi
- Sierra de San Bernardino
- Sierra Caloso
- Sierra Alisitos
- Sierra Basomari
- Sierra de la Ventana
- Sierra Los Huerfanitos
- Sierra Fronteras
- Sierra Pitáycachi
- Sierra La Escondido
- Sierra La Cabellera
- Sierra Las Cuevas
- Sierra de Teras
- Sierra de Enmedio
- Sierra Los Bancos
- Sierra Las Delicias

### Hidrografía
Se ubica en la cuenca del río Yaqui. El arroyo Punta de Agua, que nace en la sierra de San José, en el municipio de Naco, penetra a su territorio, continuando hacia el este hasta unirse al río Agua Prieta; éste y el arroyo Cajón Bonito se unen al río Batepito, el cual sigue hacia el sur, para descargar en el río Bavispe.

### Flora y fauna

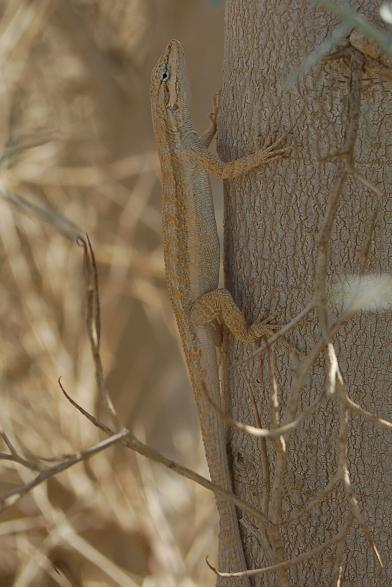
Cachora (Urosaurus graciosus) que habita en la zona del municipio

En el noroeste del municipio existen pastizales naturales, denominados también zacatales, así como navajita belluda, navajita delgada, zacate galleta, toboso y zacatón; en su parte central existen agrupaciones de bosques de encinos y pinos.
En cuanto a fauna, existen las especies de;
- Anfibios: rana común, salamandra, ajolote, sapo toro
- Reptiles: tortuga, cachorón, camaleón y chirrionera
- Mamíferos: venado, puma, coyote, jabalí y mapache
- Aves: esmerejón, buitre, águila y aguililla cola roja.

## Demografía
De acuerdo a los resultados del Censo de Población y Vivienda realizado en 2020 por el Instituto Nacional de Estadística y Geografía (INEGI), la población total del municipio es de 91 929 habitantes; con una densidad poblacional de 23.31 hab/km², y ocupa el puesto 7° en el estado por orden de población. Del total de pobladores, 45 811 son hombres y 46 118 son mujeres. En 2020 había 1113 viviendas, pero de estas 790 viviendas estaban habitadas, de las cuales 182 estaban bajo el cargo de una mujer. Del total de los habitantes, 431 personas mayores de 3 años (0.47% del total municipal) habla alguna lengua indígena; mientras que 593 habitantes (0.65%) se consideran afromexicanos o afrodescendientes.
El 66.1% del municipio pertenece a la religión católica, el 16.73% es cristiano evangélico/protestante o de alguna variante y el 0.04% es de otra religión, mientras que el 16.89% no profesa ninguna religión.

### Educación y salud
Según el Censo de Población y Vivienda de 2020; 436 niños de entre 6 y 11 años (0.47% del total), 324 adolescentes de entre 12 y 14 años (0.35%), 3877 adolescentes de entre 15 y 17 años (4.22%) y 3224 jóvenes de entre 18 y 24 años (3.54%) no asisten a ninguna institución educativa. 989 habitantes de 15 años o más (1.08%) son analfabetas, 1404 habitantes de 15 años o más (1.53%) no tienen ningún grado de escolaridad, 4069 personas de 15 años o más (4.43%) lograron estudiar la primaria pero no la culminaron, 2762 personas de 15 años o más (3%) iniciaron la secundaria sin terminarla, teniendo el municipio un grado de escolaridad de 9.64.
La cantidad de población que no está afiliada a un servicio de salud es de 26718 personas, es decir, el 29.26% del total municipal, de lo contrario el 70.76% si cuenta con un seguro médico ya sea público o privado. En el territorio, 4039 personas (4.39%) tienen alguna discapacidad o límite motriz para realizar sus actividades diarias, mientras que 1129 habitantes (4.39%) poseen algún problema o condición mental.

### Localidades
Localidades con más de 10 habitantes:

Mapas de las localidades más importantes del municipio.

| Localidad                               | Población (2020) |
| Total Municipio                         | 91,929           |
| Heroica Agua Prieta                     | 91,029           |
| Colonia Morelos                         | 242              |
| El Rusbayo                              | 116              |
| 18 de Agosto (Corral de Palos)          | 73               |
| Cabullona                               | 52               |
| Agua Blanca                             | 50               |
| Los Chinos                              | 24               |
| Francisco Adarga Yáñez                  | 19               |
| La Cieneguita (Ramón Oquita Montenegro) | 18               |
| El Pozo                                 | 15               |
| Dávila                                  | 13               |
| El Rincón                               | 10               |

## Gobierno
La sede del gobierno municipal se encuentra en la cabecera, la ciudad de Heroica Agua Prieta. El ayuntamiento está integrado en un presidente municipal y su gabinete; un síndico, 4 regidores de mayoría relativa y 2 de representación proporcional, electos cada 3 años. La reglamentación municipal se basa en el Bando de policía y buen gobierno. El municipio se encuentra constituido por 168 localidades.
El municipio pertenece al II Distrito Electoral Federal de Sonora con sede en Nogales, y al VII Distrito Electoral de Sonora con sede en la ciudad de Heroica Agua Prieta.

### Cronología de presidentes municipales
| Período   | Presidente Municipal                                                  | Partido Político                     |
| --------- | --------------------------------------------------------------------- | ------------------------------------ |
| -         | Rodolfo L. Márquez                                                    | -                                    |
| -         | Francisco Bernal                                                      | -                                    |
| -         | Alberto V. Sosa                                                       | -                                    |
| -         | Jorge Tato                                                            | -                                    |
| -         | Pablo González                                                        | -                                    |
| -         | Ismael Treviño                                                        | -                                    |
| -         | Abraham Graijo                                                        | -                                    |
| -         | Pedro Dávila                                                          | -                                    |
| -         | Jesús R. Durazo                                                       | -                                    |
| -         | Gregorio Aranda                                                       | -                                    |
| -         | Ernesto Buibón                                                        | -                                    |
| -         | Ramón Ríos                                                            | -                                    |
| -         | Casimiro Cota                                                         | -                                    |
| -         | Luis Margaillán                                                       | -                                    |
| -         | Ramón Ríos                                                            | -                                    |
| -         | Nemesio Treviño                                                       | -                                    |
| -         | José Ruíz                                                             | -                                    |
| -         | Pedro Dávila                                                          | -                                    |
| -         | Lauro Bernal                                                          | -                                    |
| -         | Guadalupe Montaño                                                     | -                                    |
| -         | Rogelio Loreto                                                        | -                                    |
| -         | Martín S. Burgüeño                                                    | -                                    |
| -         | Bernardino Acosta Almanza                                             | -                                    |
| -         | Santiago Campbell Monreal                                             | -                                    |
| -         | José Ruíz Elías                                                       | -                                    |
| 1946-1949 | Raúl Corella Félix                                                    | -                                    |
| 1949-1952 | José Ortiz Romo                                                       | -                                    |
| 1952-1955 | Daniel Calderón Vargas                                                | -                                    |
| 1955-1958 | Rodolfo Elías Pesqueira Manuel Sol Gutiérrez Manuel Margaillán Verdín | -                                    |
| 1958-1961 | Diodoro Guillermo Corella                                             | -                                    |
| 1961-1964 | Eduardo Amavizca Santoscoy                                            | -                                    |
| 1964-1967 | Antonio Loreto Barthélemy                                             | Partido Revolucionario Institucional |
| 1967-1970 | Gustavo Adolfo Terán Terán                                            | -                                    |
| 1970-1973 | Ignacio Bacaparra Galindo                                             | -                                    |
| 1973-1976 | Adalberto Bernal Dávila                                               | -                                    |
| 1976-1979 | Luis Pericles Dravos Monreal                                          | -                                    |
| 1979-1982 | Luis Córdova Corrales                                                 | -                                    |
| 1982-1985 | Leonardo Yáñez Vargas                                                 | -                                    |
| 1985-1988 | Bernardino Meza Ortiz                                                 | -                                    |
| 1988-1991 | Baudelio Vildósola Terán                                              | -                                    |
| 1991-1994 | Bernardino Ibarrola Serrano                                           | -                                    |
| 1994-1997 | Oscar Ochoa Patrón                                                    | Partido Acción Nacional              |
| 1997-2000 | Vicente Terán Uribe                                                   | Partido Revolucionario Institucional |
| 2000-2003 | Irma Villalobos Rascón de Terán                                       | Partido Revolucionario Institucional |
| 2003-2006 | David Figueroa Ortega                                                 | Partido Acción Nacional              |
| 2006-2009 | Antonio Cuadras                                                       | Partido Revolucionario Institucional |
| 2009-2012 | Vicente Terán Uribe                                                   | Partido Socialdemócrata              |
| 2012-2015 | Irma Villalobos Rascón de Terán                                       | Partido Revolucionario Institucional |
| 2015-2018 | Héctor David Rubalcava Gastélum                                       | Partido Acción Nacional              |
| 2018-2021 | Jesús Alfonso Montaño Durazo                                          | Movimiento Regeneración Nacional     |
| 2021-2024 | Jesús Alfonso Montaño Durazo                                          | Movimiento Regeneración Nacional     |
| 2024-     | José Manuel Quijada Lamadrid                                          | Morena PVEM PT PNA Sonora PES Sonora |